# 盧克維爾 (亞利桑那州)
盧克維爾（英語：Lukeville）是位於美國亞利桑那州皮馬縣的一個非建制地區。該地的面積和人口皆未知。

## 地理
盧克維爾的座標為31°52′57″N 112°48′57″W / 31.88250°N 112.81583°W，而該地的平均海拔高度為426米（即1398英尺）。